# 京葉道路
京葉道路（けいようどうろ）は、靖国通りより東側へ連続する東京都墨田区両国一丁目（両国橋）- 江戸川区篠崎町二丁目（千葉県境）の一般道路の東京都通称道路名、更に連続する東京都江戸川区一之江一丁目 - 蘇我インターチェンジ（IC）の東日本高速道路管理の有料道路の道路名である。篠崎IC - 幕張IC - 穴川ICは一般国道14号の、穴川IC - 蘇我ICは一般国道16号のバイパスである。
一般道路区間と有料自動車専用道路区間を跨ぐ名称の道路には他に、関西の京滋バイパスがある。
有料道路区間の高速道路ナンバリングによる路線番号は館山自動車道・富津館山道路とともに「E14」が割り振られている。

## 一般道路
東京都内の京葉道路（英: Keiyo-doro Ave.）はほぼ全線が一般道路である。起点は両国橋だが、橋上に起点を示す案内標識は無く、橋の西の浅草橋交差点にある。江戸川区松島の東小松川交差点（別名・京葉交差点）で国道14号〈千葉街道〉と分岐する。一之江一丁目以東は厳密には東日本高速道路管理の有料道路となり、谷河内から側道として高速道路に併設され、篠崎ICで高速道路の区間と接続する。終点は江戸川だが、高速道路の区間内であり、特に終点を示す案内標識は無い。

### 概要
- 起点 : 墨田区両国一丁目（両国橋）
- 終点 : 江戸川区篠崎町二丁目（千葉県境）

都市計画では6車線の道路だが、未整備区間があり、両国拡幅、亀戸・小松川拡幅が事業中である。最高速度は全線60 km/hである。

### 路線状況

#### 道路施設
- 両国橋
- 江東橋
- 松代橋
- 中川新橋
- 小松川橋・新小松川橋
- 一之江橋

#### 交通量
平日24時間交通量（平成17年度道路交通センサス）
- 墨田区緑4-23 : 42,648
- 江東区亀戸6-56 : 50,850
- 江戸川区西一之江2-11 : 50,765

#### 自転車道
2008年3月31日に亀戸駅南側にあたる亀戸1 - 水神森間で自転車道が開通した。幅員は約2メートルで相互通行。亀戸駅通りバス停付近ではバス停利用者が自転車道を横断することになるため、横断歩道が設置されている。
当初計画では、東西に延伸する形で水神森 - 亀戸7間と亀戸1 - 松代橋間が整備され、松代橋から亀戸7まで自転車道を開通する予定で、2009年3月下旬の完成を目指していたが、計画は凍結され延伸未定となっている。

### 地理

#### 通過する自治体
- 東京都
  - 墨田区
  - 江東区
  - 江戸川区

#### 交差する道路
ここでは、路線で分け、浅草橋交差点から記述する。
- 上側が起点側、下側が終点側。左側が上り側、右側が下り側。

| 交差する道路                                  | 交差する道路                          | 所在地   | 交差する場所 | 起点から (km) |
| --------------------------------------------- | ------------------------------------- | -------- | ------------ | ------------- |
| 都道302号新宿両国線〈靖国通り〉               |                                       |          |              |               |
| 国道6号〈江戸通り〉                           | 国道6号〈江戸通り〉                   | 中央区   | 浅草橋       | 1.8           |
| 都道463号上野月島線〈清澄通り〉               | 都道463号上野月島線〈清澄通り〉       | 墨田区   | 緑一丁目     | 3.0           |
| 都道319号環状三号線〈三ツ目通り〉             | 都道319号環状三号線〈三ツ目通り〉     | 墨田区   | 緑三丁目     | 3.7           |
| 都道465号深川吾嬬町線〈四ツ目通り〉           | 都道465号深川吾嬬町線〈四ツ目通り〉   | 墨田区   | 錦糸町駅前   | 4.6           |
| 都道306号王子千住夢の島線〈明治通り〉         | 都道306号王子千住夢の島線〈明治通り〉 | 江東区   | 亀戸駅前     | 5.5           |
| 都道476号南砂町吾嬬町線〈丸八通り〉           | 都道476号南砂町吾嬬町線〈丸八通り〉   | 江東区   | 亀戸七丁目   | 6.3           |
| 都道477号亀戸葛西橋線                         | 都道477号亀戸葛西橋線                 | 江東区   | 亀戸九丁目   | 7.1           |
| 都道450号新荒川葛西堤防線                     | 都道450号新荒川葛西堤防線             | 江戸川区 | 西小松川町   | 7.7           |
| 都道308号千住小松川葛西沖線〈船堀街道〉       | 国道14号〈千葉街道〉                  | 江戸川区 | 東小松川     | 9.4           |
| 都道318号環状七号線〈環七通り〉               | 都道318号環状七号線〈環七通り〉       | 江戸川区 | 一之江一丁目 | 10.7          |
| 〈瑞江駅前通り〉                              | 〈瑞江駅前通り〉                      | 江戸川区 | 西瑞江       | 0.8           |
| 都道501号王子金町市川線〈柴又街道〉           | 都道501号王子金町市川線〈柴又街道〉   | 江戸川区 | 谷河内       | 1.3           |
| E14 京葉道路（有料道路） 1篠崎 成田・千葉方面 |                                       |          |              |               |

- 国道14号のキロポストは日本橋を起点に設置されているが、有料道路のキロポストは一之江橋を起点に自動車専用道路のものが設置されている（後述）。

#### 沿線
- 神田川
  - 浅草橋
- 隅田川
- 両国駅
- 墨田区立緑小学校
- 玉の肌石鹸
- 大横川（大横川親水公園）
- 東京都立両国高等学校・附属中学校
- 錦糸町駅
- 東京都立墨東病院
- 横十間川
- 亀戸駅
- カメイドクロック
- 城東消防署
- 中央学院大学中央高等学校
- 旧中川
- 荒川
- 中川
- 小松川警察署
- 江戸川郵便局
- 新中川
- 江戸川区立新堀小学校
- 関東地方整備局首都国道事務所小松川国道出張所
- 篠崎公園
- 篠崎駅

## 有料道路

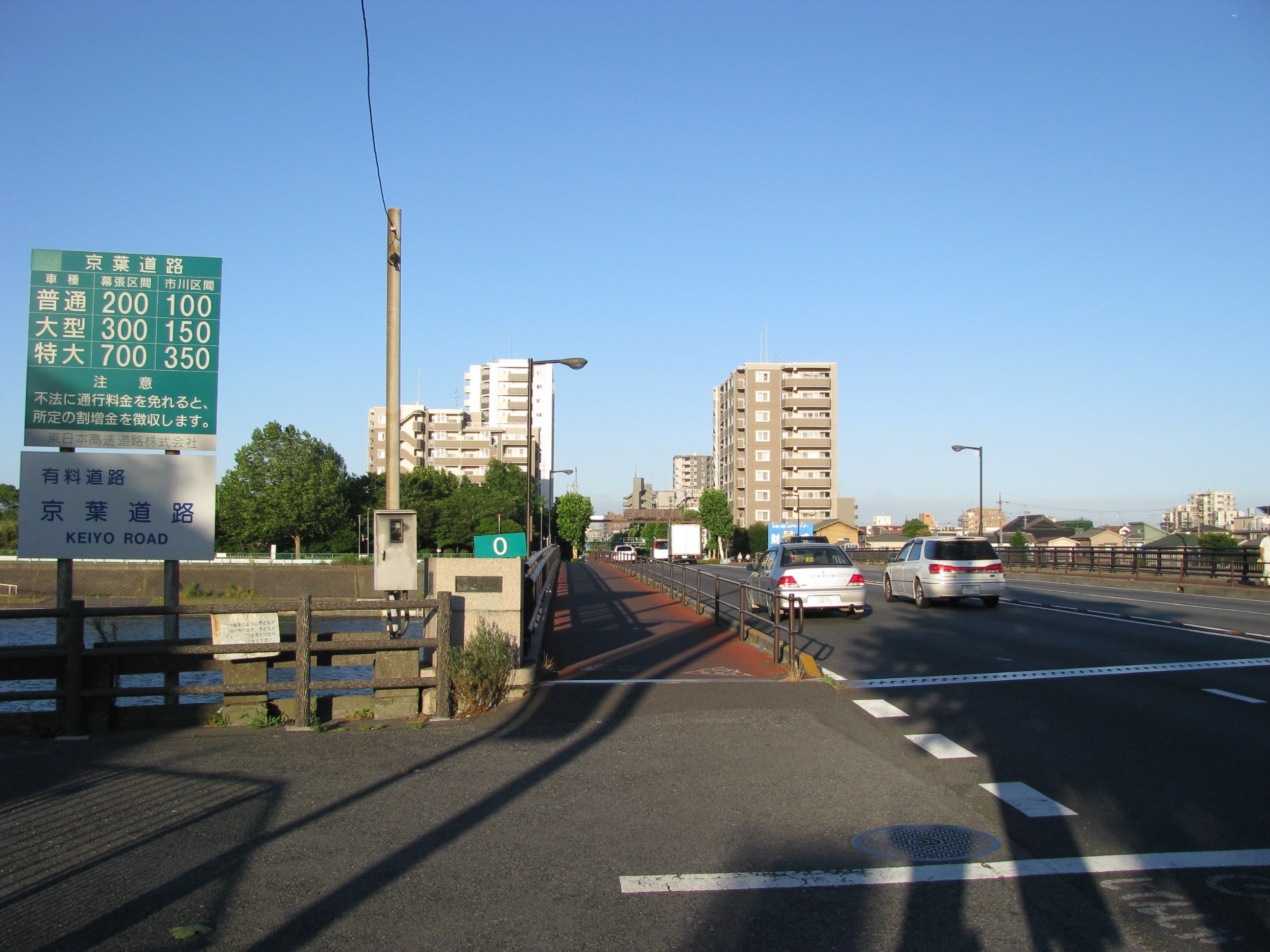
有料道路としての京葉道路起点（一之江橋）

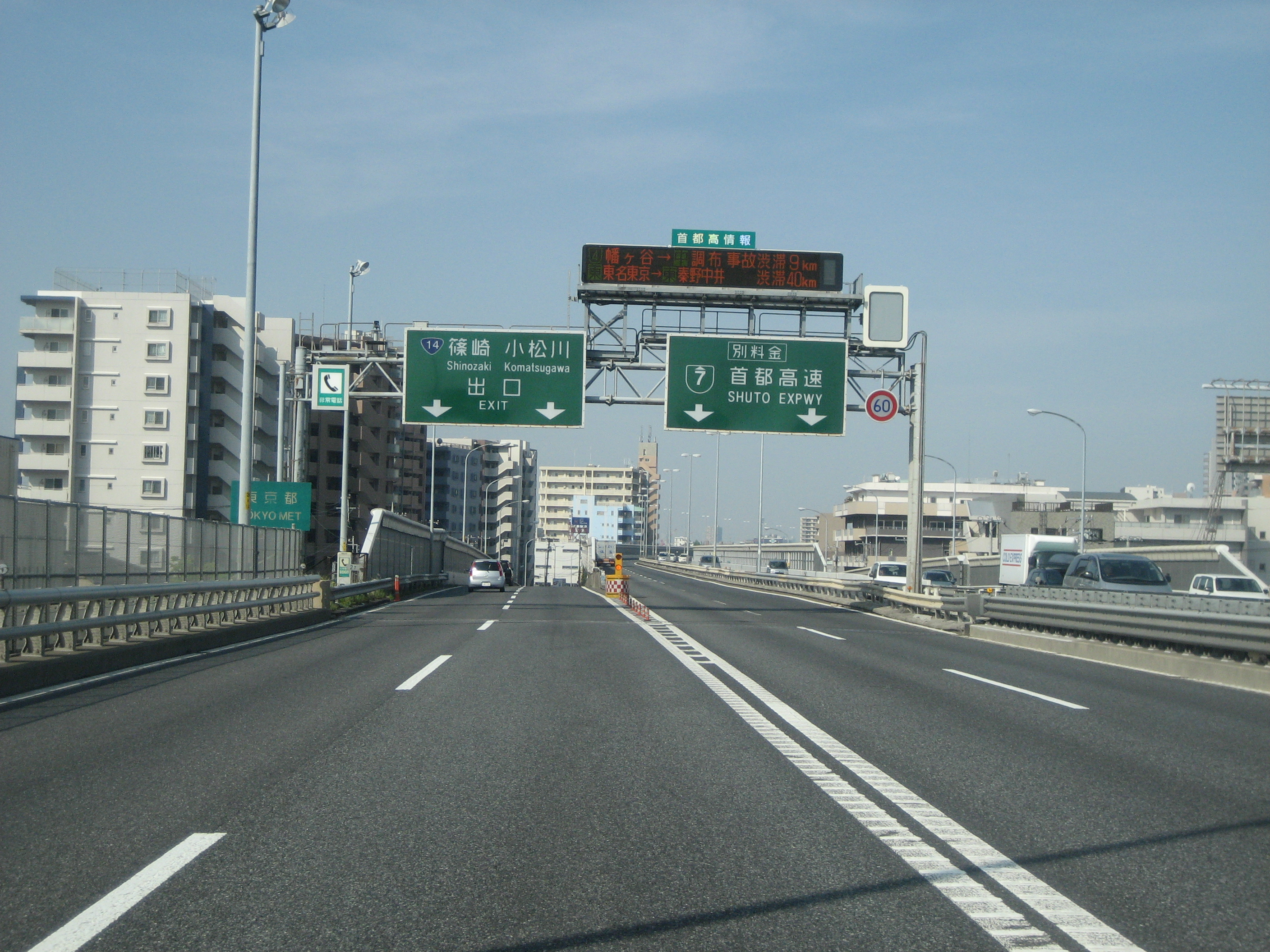
篠崎インターチェンジ出口付近（首都高速7号小松川線接続部付近）

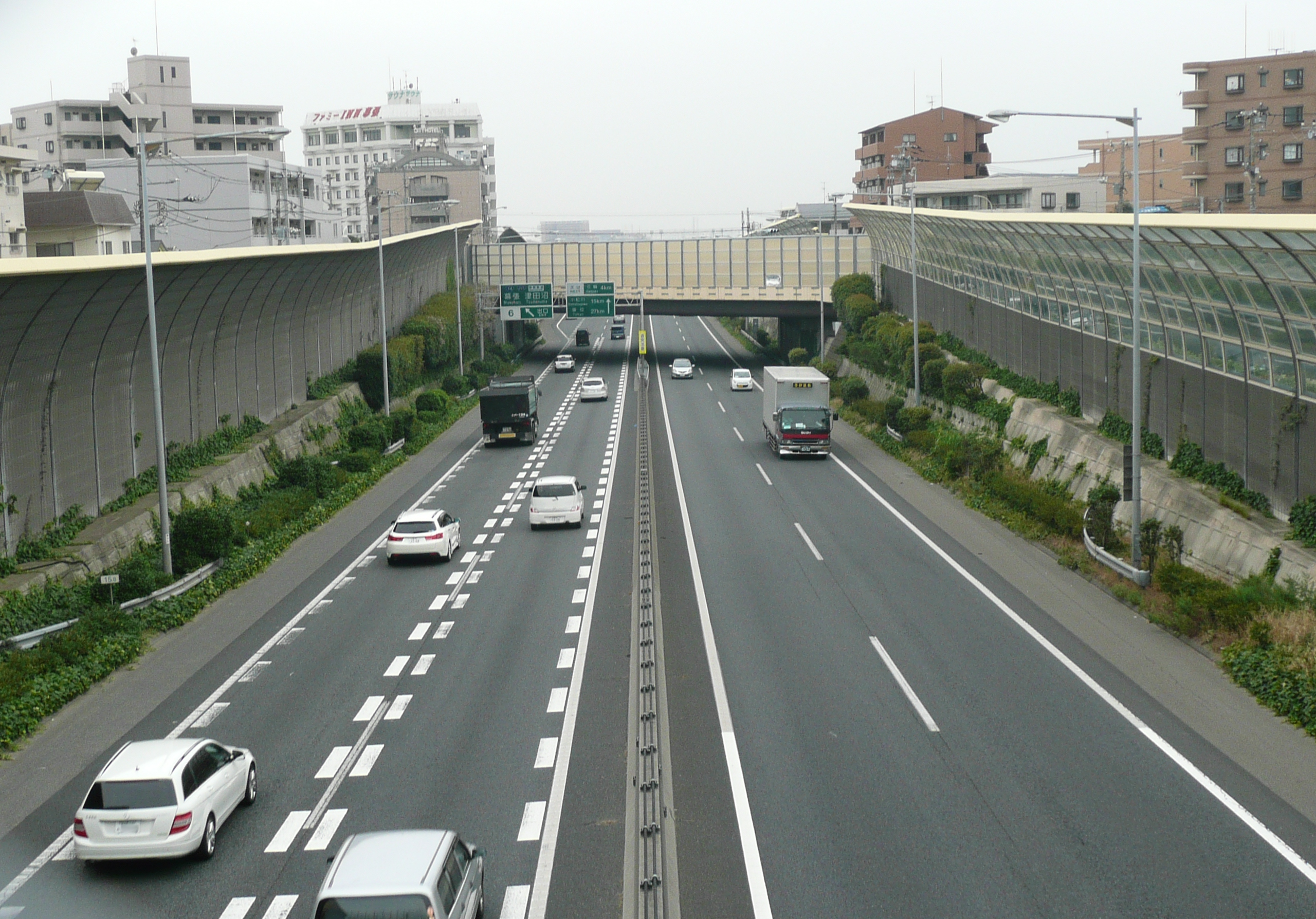
幕張IC付近

東日本高速道路管理の有料道路としての京葉道路（けいようどうろ、英語: KEIYO ROAD）は、東京都江戸川区一之江一丁目の一之江橋西詰が起点である。そのため、一之江橋西詰に0キロポストが設置されており、ここから篠崎ICまでは歩道・信号機を備えた平面交差の一般道路に自動車専用道路規格のキロポストがあるという珍しい光景が続く。ほとんどの地図では、これらの区間は有料道路や高速道路ではなく、一般道路として表現されている。これについて、当初は首都高速道路との接続は想定していなかったため、平面道路で建設した上で自動車専用道路として指定した経緯の名残であり、首都高速との接続は1971年3月に高架道路を建設し、平面道路区間を一般道路に格下げした上で行われた。この区間の歩道（縁石除く）は一般道路に格下げしてから設置されたこともあり、一之江橋を除き江戸川区道である。同様に、船橋ICのランプと一部歩道も東日本高速道路管理であり、「京葉道路 終点」の案内標識がある。
高速道路（自動車専用道路）としての京葉道路の起点は京葉口である。成田・千葉方面から本線車道を走行すると、篠崎ICで一般道に降りる2車線を分けた直後に路肩などの幅員が狭くなったように感じ（実際には江戸川大橋が片側4車線化するところで路肩は無くなっている）、あたかも首都高速道路に入ったかのように感じるが、京葉道路のキロポストはまだ続いており、篠崎ICから約1.1 km西の側壁に「京葉道路終点」の案内標識、0キロポスト（一之江橋のものとは別の位置）、フリーフローETCが設置されている。ここが東日本高速道路と首都高速道路がそれぞれ管理している道路の境界であり、ここから首都高速7号小松川線になり左にカーブして国道14号から離れていく。また、同じ地点の成田・千葉方面向きには、0キロポストと「ここから 京葉道路（別料金）」と表示された案内標識がある。なお、一之江橋から篠崎ICまでの一般道路のキロポストと、首都高速との接続点から篠崎ICまでのキロポストは別々に設置されており、篠崎ICからは一之江橋起点のキロポストが続く形となる。
京葉JCTで東京外環自動車道、宮野木JCTで東関東自動車道、千葉東JCTで千葉東金道路、終点で館山自動車道と接続しており、それぞれさいたま、成田、東金、木更津方面への交通にも便利である。宮野木JCT以南は東関東自動車道千葉富津線に並行する一般国道の自動車専用道路として位置付けられている。
一般国道16号のバイパスとして位置づけられている穴川ICから蘇我ICまでの間は、側道として一般道路（国道16号千葉バイパス）が併設されている。この側道が蘇我ICの南で分岐する、浜野川の橋梁の南詰の地点が京葉道路と館山自動車道の境界（千葉南JCT）となっている。
貝塚ICと千葉東JCTの間に京葉道路唯一のトンネルである貝塚トンネルがある。
道路照明灯は東京外環自動車道と同じく全線に設置されている。
なお、本道路が開通して1年後（1961年）に道路法48条にて定義されている自動車専用道路の指定を受けたが、日本初の高速自動車国道である名神高速道路の開通よりも2年早く、本道路が同法に基づく指定第1号となっている。

### 概要
- 起点 : 東京都江戸川区一之江一丁目
- 終点 : 千葉南JCT（館山自動車道接続点・蘇我IC南方）
- 全長 : 35.7 km
- 車線 : 4車線（一部6 - 8車線）

### インターチェンジなど
- 施設名欄の背景色が■である部分は施設が供用されていない、または完成していないことを示す。

| IC 番号                                    | 施設名             | 接続線名                                            | 起点 （一之江橋西詰） から (km) | 備考                                                            | 所在地          | 所在地                                                                  | 所在地                                 |        |
| ------------------------------------------ | ------------------ | --------------------------------------------------- | ------------------------------- | --------------------------------------------------------------- | --------------- | ----------------------------------------------------------------------- | -------------------------------------- | ------ |
| 首都高速7号小松川線 東京・小松川・箱崎方面 |                    |                                                     |                                 |                                                                 |                 |                                                                         |                                        |        |
| 1                                          | 篠崎IC             | 国道14号（一般道路）                                | 2.7                             | 成田・千葉方面出入口のみ                                        | 東京都 江戸川区 | 東京都 江戸川区                                                         | 東京都 江戸川区                        |        |
| 1-1                                        | 京葉JCT            | C3 東京外環自動車道                                 | 3.9                             | 宮野木JCT⇔高谷JCT方面ランプは事業中 東京外環道のJCT番号は「90」 | 千葉県          | 市川市                                                                  | 市川市                                 | 市川市 |
| 2                                          | 京葉市川IC         | 県道6号市川浦安線                                   | 4.1                             | 東京外環道との出入りは不可                                      | 千葉県          | 市川市                                                                  | 市川市                                 | 市川市 |
| -                                          | 鬼高PA             | -                                                   | 4.7                             | 2012年3月31日をもって、京葉JCTの用地確保に伴い廃止              | 千葉県          | 市川市                                                                  | 市川市                                 | 市川市 |
| -                                          | 京葉市川PA         | -                                                   | 4.7                             | 下り線のみ。東京外環道からは利用不可                            | 千葉県          | 市川市                                                                  | 市川市                                 | 市川市 |
| 3                                          | 原木IC             | 県道179号船橋行徳線 県道180号松戸原木線             | 6.5                             |                                                                 | 千葉県          | 市川市                                                                  | 市川市                                 | 市川市 |
| -                                          | 京葉市川PA         | -                                                   |                                 | 上り線のみ。2026年度開設予定                                    | 千葉県          | 市川市                                                                  | 市川市                                 | 市川市 |
| 4                                          | 船橋IC             | 国道14号（千葉街道）                                | 8.1                             | 千葉方面からの出口のみなし                                      | 千葉県          | 船橋市                                                                  | 船橋市                                 |        |
| -                                          | 船橋TB             |                                                     | 8.1                             | 本線料金所                                                      | 千葉県          | 船橋市                                                                  | 船橋市                                 |        |
| 5                                          | 花輪IC             | 県道8号船橋我孫子線 国道296号                       | 11.4                            |                                                                 | 千葉県          | 船橋市                                                                  | 船橋市                                 |        |
| 5                                          | 花輪IC             | 県道8号船橋我孫子線 国道296号                       | 11.4                            | 習志野市                                                        | 千葉県          |                                                                         |                                        |        |
| 6                                          | 幕張IC             | 国道14号（千葉街道）                                | 15.2                            |                                                                 | 千葉県          |                                                                         |                                        |        |
| 6                                          | 幕張IC             | 国道14号（千葉街道）                                | 15.2                            | 千葉市                                                          | 千葉県          | 花見川区                                                                |                                        |        |
| -                                          | 幕張PA             | -                                                   | 16.9                            | 千葉市                                                          | 千葉県          | 花見川区                                                                |                                        |        |
| 7                                          | 武石IC             | 県道57号千葉鎌ケ谷松戸線                            | 17.9                            | 千葉市                                                          | 千葉県          | 花見川区                                                                | 大型・特大車の八千代方向との流出入不可 |        |
| 7-1                                        | 宮野木JCT 千葉西TB | E51 東関東自動車道                                  | 21.4                            | 千葉市                                                          | 千葉県          | 東京方面からは成田方面のみ接続 東関東道のJCT番号は「5」                 | 稲毛区                                 |        |
| 8                                          | 穴川IC             | 国道126号/国道16号                                  | 24.7                            | 千葉市                                                          | 千葉県          |                                                                         |                                        |        |
| 8                                          | 穴川IC             | 国道126号/国道16号                                  | 24.7                            | 千葉市                                                          | 千葉県          | 若葉区                                                                  |                                        |        |
| 9                                          | 貝塚IC             | 国道16号（千葉バイパス） 国道51号（北千葉バイパス） | 27.0                            | 千葉市                                                          | 千葉県          | 東京・成田方面に入口、松ケ丘・蘇我方面に出口あり。                      |                                        |        |
| 10                                         | 千葉東JCT          | E82 千葉東金道路                                    | 29.8                            | 千葉市                                                          | 千葉県          | 併設する千葉東ICでの出入は不可                                          | 中央区                                 |        |
| 11                                         | 松ヶ丘IC           | 国道16号（千葉バイパス）                            | 31.0                            | 千葉市                                                          | 千葉県          | 「大網街道入口」交差点より、大網街道に流出可                            | 中央区                                 |        |
| 12                                         | 蘇我IC             | 国道16号（千葉バイパス）                            | 34.4                            | 千葉市                                                          | 千葉県          |                                                                         | 中央区                                 |        |
| -                                          | （千葉南JCT）      | 館山自動車道                                        | 35.7                            | 千葉市                                                          | 千葉県          | 一般国道16号京葉道路と東関東自動車道千葉富津線の境界 一般道との接続なし | 中央区                                 |        |
| E14 館山自動車道 木更津・館山方面          |                    |                                                     |                                 |                                                                 |                 |                                                                         |                                        |        |

### 路線状況

#### トンネル
- 貝塚トンネル（延長191 m）

#### 車線・最高速度
| 区間                    | 車線   | 車線   | 車線   | 最高速度 | 設計速度 | 備考 |
| 区間                    | 上下線 | 上り線 | 下り線 | 最高速度 | 設計速度 | 備考 |
| ----------------------- | ------ | ------ | ------ | -------- | -------- | ---- |
| 京葉口 - 篠崎IC         | 4      | 2      | 2      | 60 km/h  | 80 km/h  |      |
| 篠崎IC - 江戸川大橋     | 8      | 4      | 4      | 60 km/h  | 80 km/h  |      |
| 江戸川大橋 - 京葉市川IC | 6      | 3      | 3      | 60 km/h  | 80 km/h  |      |
| 京葉市川IC - 船橋IC     | 6      | 3      | 3      | 80 km/h  | 80 km/h  |      |
| 船橋IC - 幕張PA         | 5      | 3      | 2      | 60 km/h  | 80 km/h  |      |
| 幕張PA - 武石IC         | 6      | 3      | 3      | 60 km/h  | 80 km/h  |      |
| 武石IC - 穴川IC         | 4      | 2      | 2      | 60 km/h  | 80 km/h  |      |
| 穴川IC - 貝塚IC         | 6      | 3      | 3      | 80 km/h  | 80 km/h  | ※1   |
| 貝塚IC - 館山道接続部   | 4      | 2      | 2      | 80 km/h  | 80 km/h  |      |

- ※1：2016年（平成28年）6月1日より穴川中IC - 貝塚IC間の付加車線が解放された[9]。

国道14号の区間は、設計速度が80 km/hであるが、騒音問題により、京葉市川IC - 船橋IC間を除き常時60 km/hに規制されている。
京葉道路にオービスはないが、覆面パトカーや白バイ等による取締は多い。

#### 道路管理者
東日本高速道路関東支社
- 千葉管理事務所 : 篠崎IC - 穴川西IC
- 市原管理事務所 : 穴川西IC - 蘇我IC

#### ハイウェイラジオ
- 京葉市川IC付近（京葉市川IC - 船橋IC）[10]
- 穴川IC付近（穴川IC - 貝塚IC）[10]

#### 料金
京葉道路は高速自動車国道ではなく一般有料道路であったため、その料金体系は高速自動車国道の原則とは異なるものであった。しかし2016年4月、国土交通省による「首都圏の新たな高速道路料金」に基づき、高速自動車国道の大都市近郊区間の水準に統一されることとなった。しかし、車種区分が増え（大型未満を3分割）、29.52円/km（ターミナルチャージと消費税を除いた普通車の場合）という料金水準をそのまま適用すると、車種や区間によっては大幅な値上げになってしまうため、以下の激変緩和措置が講じられている。
- 高速自動車国道の普通区間（普通車で24.6円/km）を目安に、全線料金を設定
- 地域内利用[注釈 7]のETC車については、当面平成28年（2016年）3月31日までの料金に据え置き

激変緩和措置は「首都圏の新たな高速道路料金について」では、「千葉県内の高速ネットワーク（千葉外環、圏央道（松尾横芝～大栄））の概成後に整理」と、期間限定であることが示唆されている。この措置が適用されたことにより、同一区間を走っても乗り継ぐ道路によって料金が変わるなど、非常に複雑なものとなった。なお、2016年4月1日以降も区間料金制（A - Fの全6区間）は維持されている。
構造上などの問題により、篠崎・京葉市川・幕張・武石ICの上下線、および花輪ICの上り線には料金所設備がないため、篠崎IC⇔京葉市川ICおよび花輪←幕張⇔武石は無料で走行が可能となっている。花輪ICの下り線には後から設置された料金所があるため、花輪・幕張間は、上りは無料、下りは有料と非対称な料金体系となっている。
日本道路公団が一般有料道路として管理していたが、京葉道路と、千葉東金道路、東京湾横断・木更津東金道路（東京湾アクアライン・東京湾アクアライン連絡道、首都圏中央連絡自動車道）の3路線で料金プール制（通称千葉プール）が採用されていた。道路公団民営化の過程で全国路線網となった。
ETC割引制度による割引は受けられないが、宮野木-蘇我は生活対策の上限1,000円が実施されていた際にはその対象になっていた。

#### 交通量
24時間交通量（台）　道路交通センサス
| 区間                      | 平成17（2005）年度 | 平成22（2010）年度 | 平成27（2015）年度 |
| ------------------------- | ------------------ | ------------------ | ------------------ |
| 篠崎IC - 京葉JCT          | 139,452            | 123,296            | 114,485            |
| 京葉JCT - 京葉市川IC（※） | 139,452            | 123,296            | 114,485            |
| 京葉市川IC（※） - 原木IC  | 123,540            | 112,056            | 101,247            |
| 原木IC - 船橋IC           | 124,914            | 115,342            | 105,520            |
| 船橋IC - 花輪IC           | 112,886            | 104,106            | 95,633             |
| 花輪IC - 幕張IC           | 108,634            | 102,796            | 96,226             |
| 幕張IC - 武石IC           | 98,490             | 93,666             | 88,325             |
| 武石IC - 宮野木JCT        | 83,855             | 77,983             | 74,776             |
| 宮野木JCT - 穴川IC        | 110,864            | 109,397            | 105,297            |
| 穴川IC - 貝塚IC           | 97,747             | 97,867             | 93,339             |
| 貝塚IC - 千葉東JCT        | 84,821             | 85,660             | 81,311             |
| 千葉東JCT - 松ヶ丘IC      | 60,156             | 59,918             | 56,506             |
| 松ヶ丘IC - 蘇我IC         | 61,158             | 52,752             | 49,688             |

（出典：「平成22年度道路交通センサス」・「平成27年度全国道路・街路交通情勢調査」（国土交通省ホームページ）より一部データを抜粋して作成）
（※）京葉市川ICは、京葉JCT供用開始前は市川IC。
- 令和2年度に実施予定だった交通量調査は、新型コロナウイルスの影響で延期された[14]。

#### 渋滞
2014年2月12日に国土交通省千葉国道事務所が発表したデータによると、上り線では平日通勤時間帯に花輪IC・幕張IC・貝塚IC付近で(40 km/h以下)、休日夕方時間帯に貝塚IC付近で(25 km/h以下)、下り線では休日午前中に穴川IC付近で(40 km/h以下)、渋滞が発生している。渋滞原因として、上り線は穴川IC先のサグ部（下り勾配から上り勾配への境界部）、ICの分合流による影響、下り線は花輪IC先の上り坂、幕張IC先の上り坂・カーブ、貝塚IC先のサグによる影響、IC・JCTの分合流が挙げられている。国土交通省と東日本高速道路では、渋滞のボトルネックである貝塚トンネルの拡幅（国道16号（千葉バイパス）トンネルの京葉道路への転用）を想定した1000億円規模の改良工事を行うこととし、2014年4月1日から消費税増税分、渋滞対策と合わせて通行料金が値上げされた（同一区間普通車100円→130円、A-F区間普通車600円→750円）。

### 通過する自治体
- 東京都
  - 江戸川区
- 千葉県
  - 市川市 - 船橋市 - 習志野市 - 千葉市（花見川区 - 稲毛区 - 若葉区 - 中央区）

## 歴史
- 1960年（昭和35年）4月29日 : 一級国道14号のバイパスとして一之江出入口 - 船橋IC間開通
- 1961年（昭和36年）8月15日 : 一之江出入口 - 船橋IC間が全国初の自動車専用道路に指定される[5][18]
- 1964年（昭和39年）10月10日 : 船橋IC - 谷津IC[19]（現・花輪IC）間開通（一級国道14号）
- 1965年（昭和40年）4月1日 : 一級国道14号から一般国道14号に変更
- 1966年（昭和41年）4月9日 : 花輪IC - 幕張IC間開通（一般国道14号）
- 1967年（昭和42年）12月21日：臨時新東京国際空港閣僚協議会決定「新東京国際空港関連事業計画について」において、成田空港供用開始（1971年予定）までを目途に、第一区間の拡幅（4車線→6車線）及び第三区間の整備をすすめるとされる。
- 1969年（昭和44年）4月25日 : 幕張IC - 殿台町（現・穴川東料金所付近）間開通（一般国道14号）[20]
- 1971年（昭和46年）
  - 1月10日 : 一之江 - 谷河内 間の自動車専用道路指定が解除される
  - 3月21日 : 首都高速7号小松川線と接続、京葉口 - 市川IC間6車線化
  - 10月27日 : 市川IC - 船橋IC間6車線化、宮野木JCTで新空港自動車道（現・東関東自動車道 成田方面）と接続
- 1979年（昭和54年）11月21日 : 千葉東JCT - 浜野町間開通（一般国道16号）、千葉東金道路と接続
- 1980年（昭和55年）10月1日 : 殿台町（現・穴川東料金所付近）- 千葉東JCT間開通（一般国道16号）により、全線開通
- 1982年（昭和57年）
  - 4月27日 : 宮野木JCTで東関東自動車道 東京方面と接続
  - 8月31日 : 穴川IC - 殿台町（現・穴川東料金所付近）を一般国道14号から一般国道16号に変更
- 1987年（昭和62年）3月31日 : 蘇我IC 東京方面出入口供用開始
- 1995年（平成7年）4月26日 : 館山自動車道と接続、同時に同自動車道接続部 - 浜野町間が有料道路から切り離され、同区間は国道16号千葉バイパスに編入（この時点で古市場交差点から京葉道路には乗入れ出来なくなり、蘇我IC経由となった。また、国道16号千葉バイパス全線開通までの間、千葉南料金所を縮小する形で、千葉南仮出口が置かれた。）
- 2001年（平成13年）7月17日 : 国道16号千葉バイパス全線開通に伴い、千葉南仮出口廃止
- 2007年（平成19年）5月31日 : 旧・千葉南料金所跡地に蘇我IC 市原・木更津方面出入口供用開始
- 2012年（平成24年）3月31日 : 東京外環自動車道京葉JCTの建設の為、鬼高PAを廃止[21]
- 2014年（平成26年）
  - 4月24日 : 上り線・貝塚IC - 穴川東IC間に付加車線 (0.7 km) が運用開始。これにより片側3車線化[22]。
  - 5月28日 : 下り線・貝塚ICに出口車線（付加車線） (0.6 km) が延伸運用開始[23]。
- 2016年（平成28年）6月1日 : 下り線・穴川中IC - 貝塚IC間に付加車線 (1.3 km) が運用開始。これにより穴川IC - 貝塚IC間上下3車線化[9]。
- 2018年（平成30年）
  - 4月24日 : 京葉市川PA供用開始[24]。
  - 6月2日 : 京葉JCT開通により、東京外環自動車道と接続[25]。同時に市川ICが「京葉市川IC」に名称変更[25]。
- 2019年（平成31年）3月1日 : 京葉市川IC - 船橋IC間（約3 km）の最高速度が60 km/hから80 km/hに引き上げ[8]。
- 2020年（令和2年）8月4日 : 船橋IC - 武石IC間の上り線および貝塚IC - 千葉東JCT間の上り線に付加車線が運用開始[26]。